# قندهاری (روستا)
قندهاری یک منطقهٔ مسکونی در افغانستان است که در ولایت بغلان واقع شده‌است.